# Жербін Михайло Михайлович
Жербін Михайло Михайлович (24 грудня 1911, Санкт-Петербург — 08 червня 2004, Київ) — радянський учений і композитор, доктор технічних наук, лауреат Сталінської премії (1948), член Спілки композиторів СРСР (1945).

## Життєпис
Народився 11 (24) грудня 1911 року в Санкт-Петербурзі в дворянській сім'ї. Син військового інженера-будівельника полковника у відставці Жербіна Михайла Федоровича. Мати Олександра Сальвадорівна — дочка адмірала Сальвадора Федоровича Бауера. Дід — генерал-лейтенант Федір Іванович Жербін.
Закінчив Петрішуле (1927) і Ленінградський музичний технікум по класу фортепіано (1929).
У 1930 році почав працювати в інституті рос. «Гипрошахт» і одночасно з початку 1933 року навчався на заочному відділенні в Ленінградському інженерно-будівельному інституті за спеціальністю інженер-будівельник-конструктор (був зарахований відразу на 3 курс). У 1933 році призначений керівником групи металевих конструкцій, а потім керівником будівельного відділу «Діпрошахт».

У 1936—1944 рр. інженер-конструктор в Ленінграді і з 1941 в Кизел (Молотовської області) і сел. Олександрівськ.
У 1940 році без відриву від виробництва закінчив Музичне училище при Ленінградській консерваторії по класу композиції і диригування. У 1940—1941 навчався на композиторському факультеті Ленінградської консерваторії.
Під час Великої Вітчизняної війни брав участь в проектуванні і будівництві заводу важких авіаційних бомб. За цю роботу нагороджений орденом Трудового Червоного Прапора.
На початку 1944 року, після звільнення Донбасу, відряджений до Донецька, де йому було доручено організувати і очолити Центральне бюро копрів і шахтного обладнання (ЦБКО, в 1947 переведено до Києва).
З 1963 р на науковій і педагогічній роботі в Київському інженерно-будівельному інституті: доцент, професор (1964), з 1967 по 1988 рік — завідувач кафедри металевих і дерев'яних конструкцій. Доктор технічних наук (1970, тема докторської дисертації: «Наукові основи створення і корінного вдосконалення транспортно-відвального устаткування кар'єрів і металоємкого обладнання вугільних шахт».
У 1988—1998 рр. професор кафедри і науковий керівник Проблемної науково-дослідної лабораторії особливо легких сталевих конструкцій.
Автор музичних творів, в 1945 році був прийнятий до Спілки композиторів СРСР.